# Enriade
L'Enriade è un poema epico di Voltaire in onore di Enrico IV di Francia e della tolleranza.
Pubblicato dapprima nel 1723 con il titolo La Ligue, fu ristampato numerose volte durante la vita dell'autore.
Il primo traduttore italiano dell'opera fu Tommaso Medin.

## Trama
Il poema è ambientato nel 1589, nel contesto dell'ultima delle guerre di religione francesi, durante l'assedio di Parigi iniziato da Enrico III e portato a termine da suo cognato Enrico di Navarra, che presto gli succederà sul trono come Enrico IV, instaurando un regime di tolleranza religiosa celebrato da Voltaire.
Secondo quanto dichiarato dallo stesso Voltaire, l'opera appare composta da due parti ben distinte: l'una segue piuttosto fedelmente la realtà storica, inserendovi comunque abbellimenti, come la divinazione della futura conversione di Enrico nel 1594, l'apparizione del santo re Luigi IX, il fuoco che discende dal cielo. La seconda, con varie personificazioni (la Discordia, la Politica, il Fanatismo, vizi e virtù), è puramente allegorica.

## Genesi
Voltaire si offrì di dedicare l'opera a Luigi XV, all'epoca solo un ragazzo, per il quale esercitava la reggenza il prozio Filippo II di Borbone-Orléans. Proprio quest'ultimo rifiutò, a nome di Luigi, la dedica: infatti il poema conteneva alcuni punti sospetti di eterodossia se non di eresia, e la censura ne richiedeva la soppressione. Apprendendo che in caso contrario il libro non sarebbe stato pubblicato con privilegio di stampa, Voltaire decise di farlo stampare a Rouen da Viret, ma sotto la falsa indicazione di "Ginevra, Mokpap".
Questa prima edizione, del 1723, presentava comunque diverse lacune sia tipografiche sia testuali.

### Edizione del 1728
Nel 1728 Voltaire si trovava a Londra e fece bancarotta. In tale circostanza Luigi XV, divenuto adulto, gli fece inviare mille scudi, mentre tutta Londra lanciò una sottoscrizione per finanziare un'edizione del poema, guadagnandosi la gratitudine dell'autore.
L'edizione londinese è la prima con il titolo definitivo, composta di dieci canti e interamente condotta sotto la direzione dell'autore. Inoltre presentava 11 illustrazioni (una dopo il frontespizio e una all'inizio di ciascun canto) di grande formato, spesso riprese anche nelle edizioni contemporanee (anche se in formato minore).

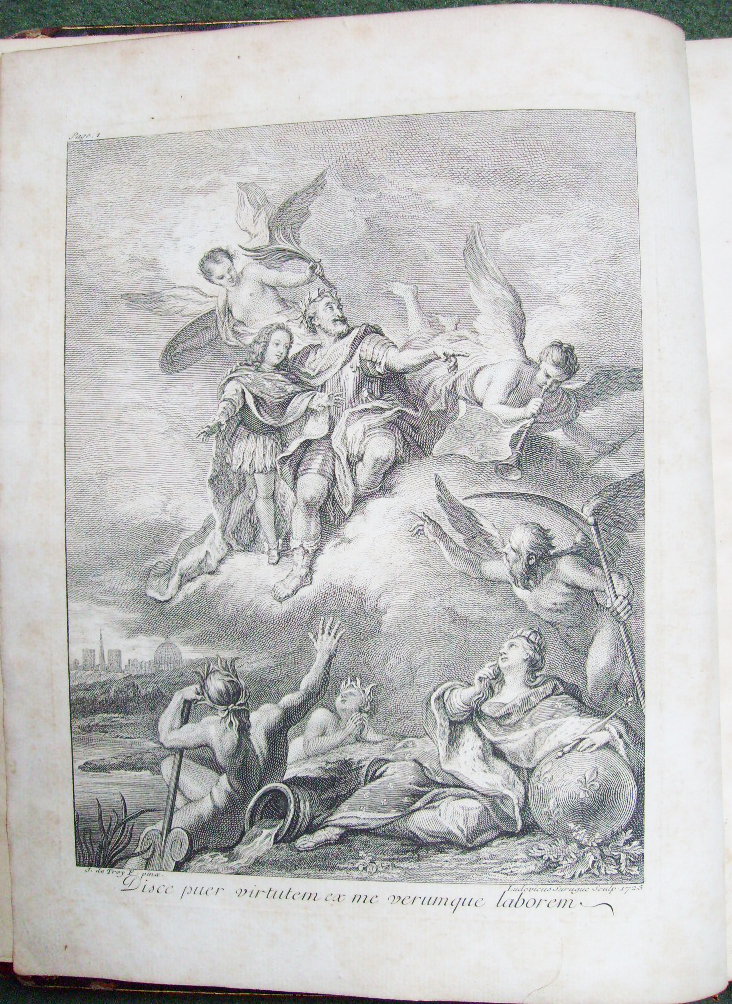
Iniziale
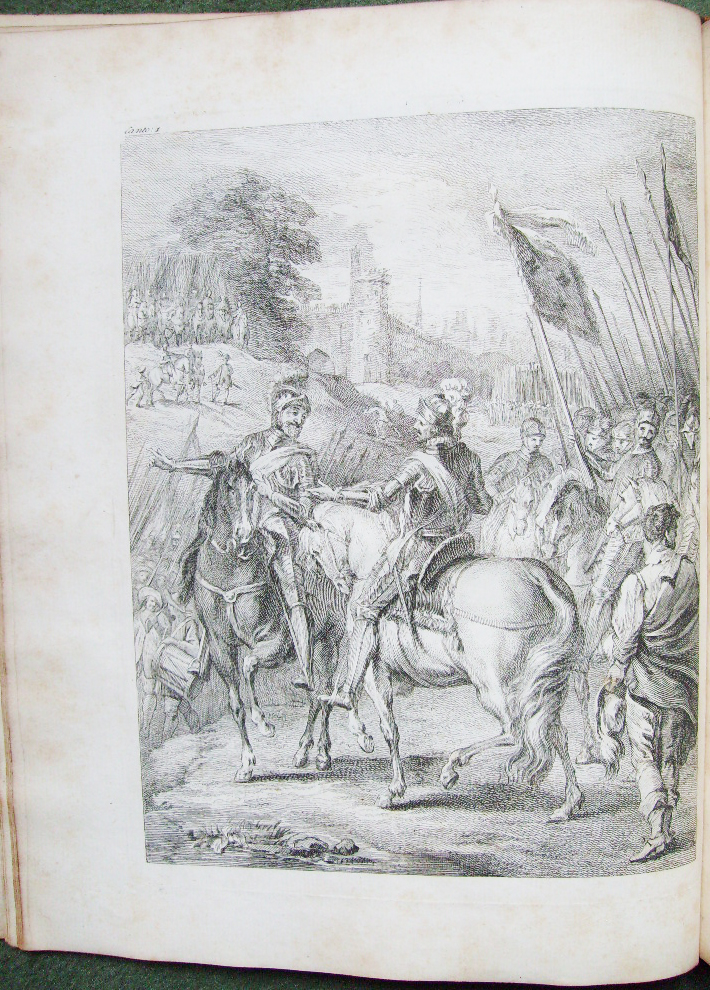
I
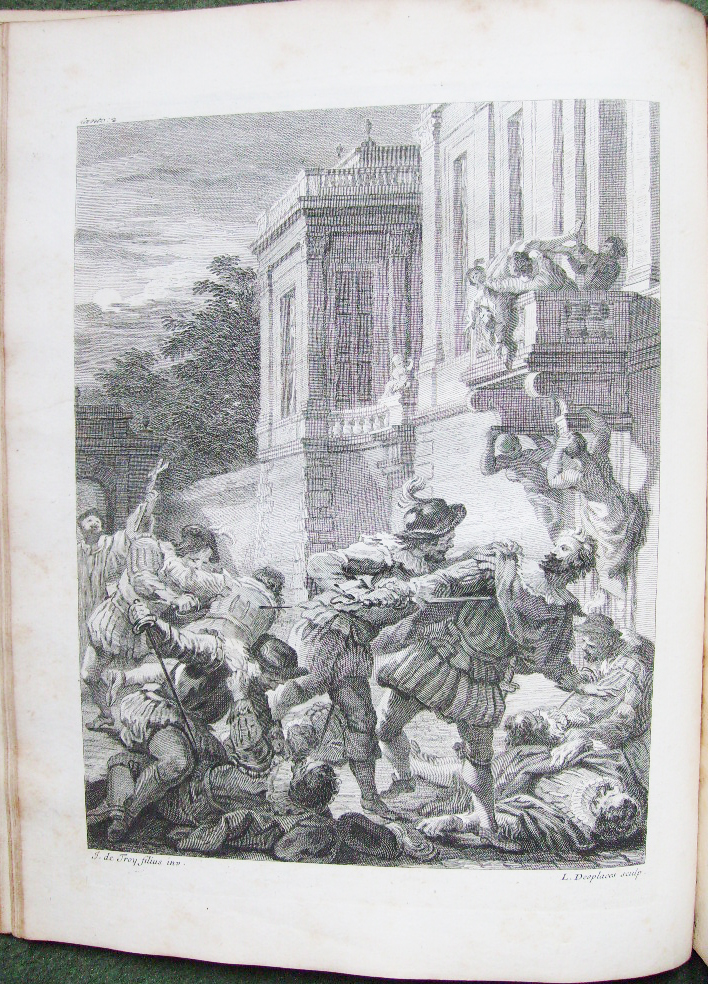
II
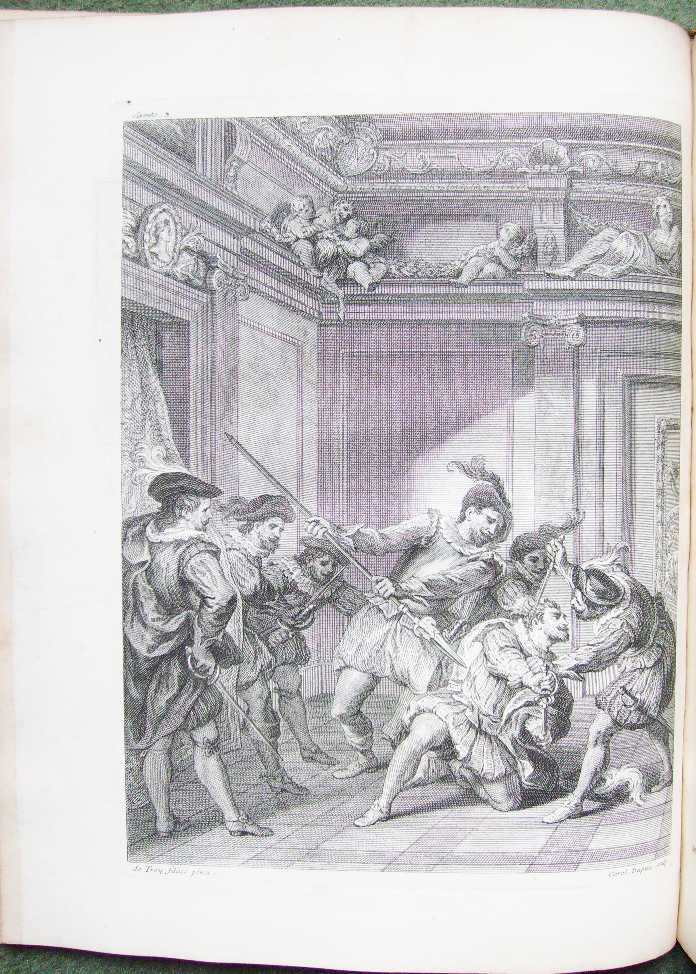
III
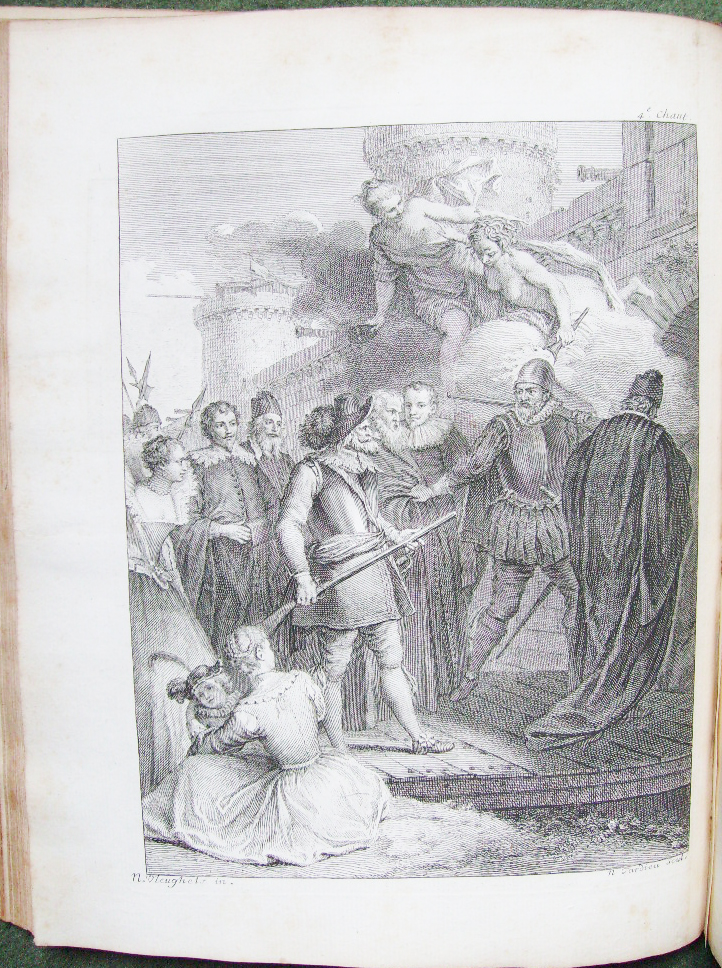
IV
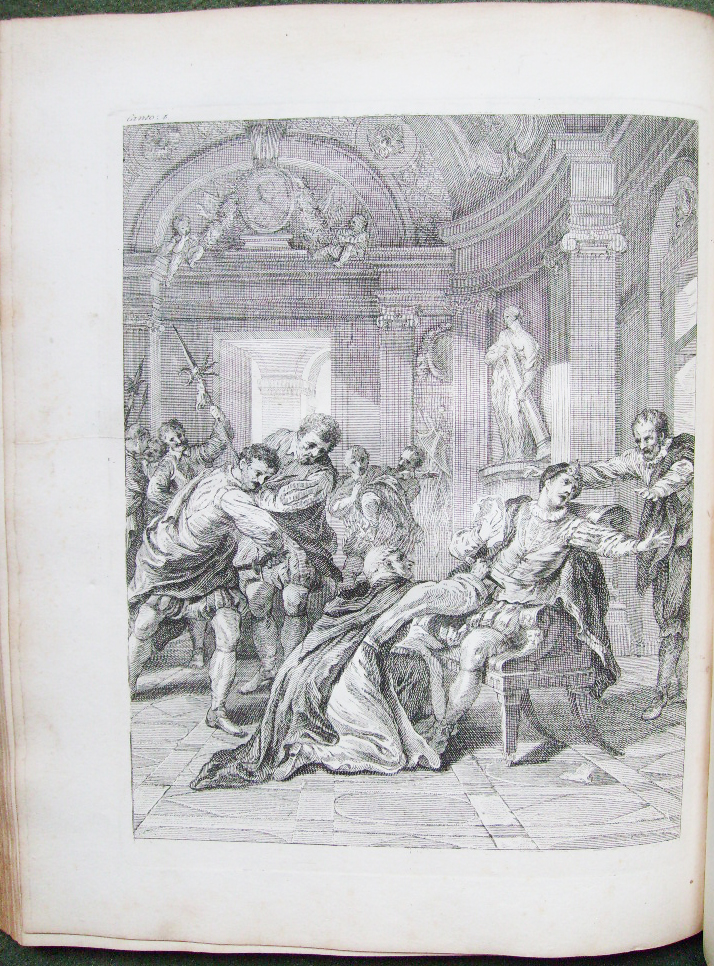
V
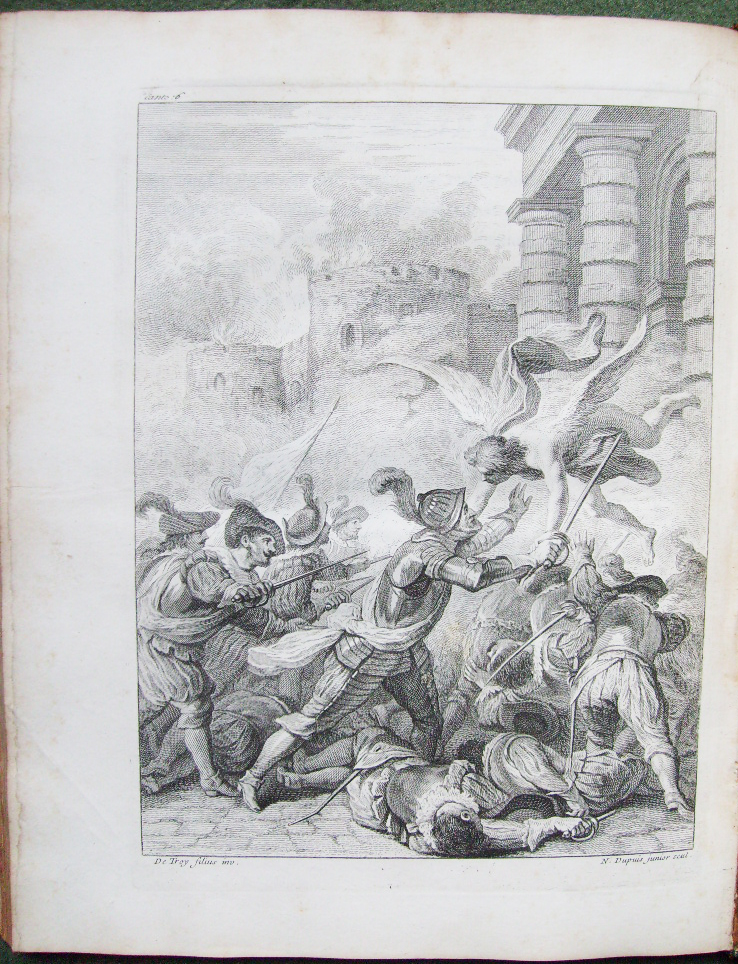
VI
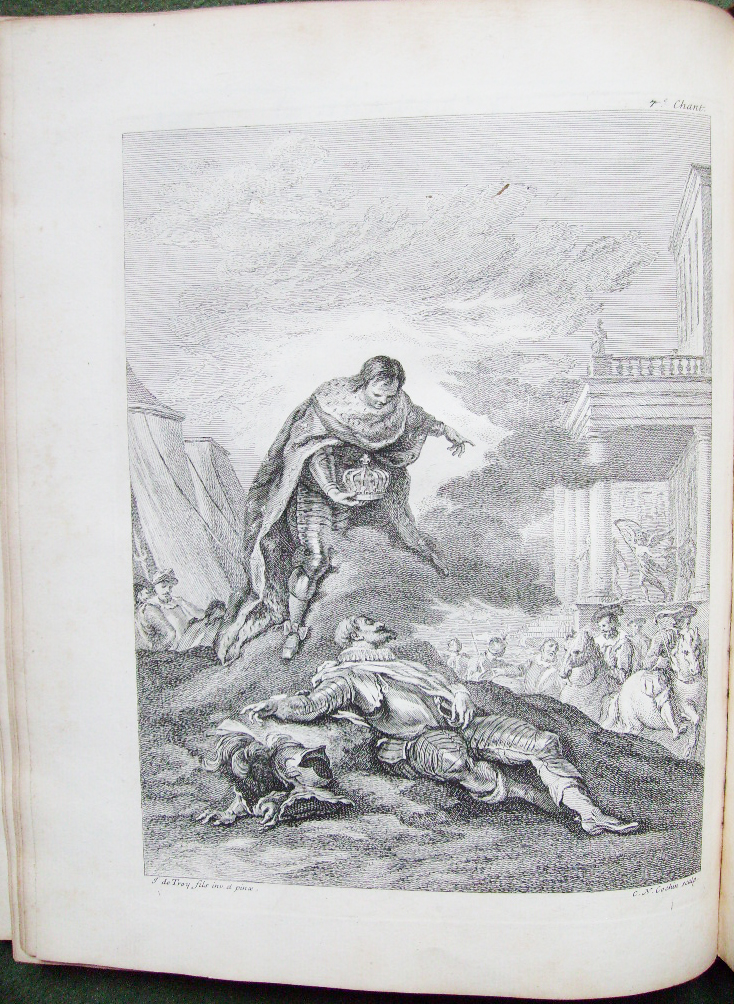
VII
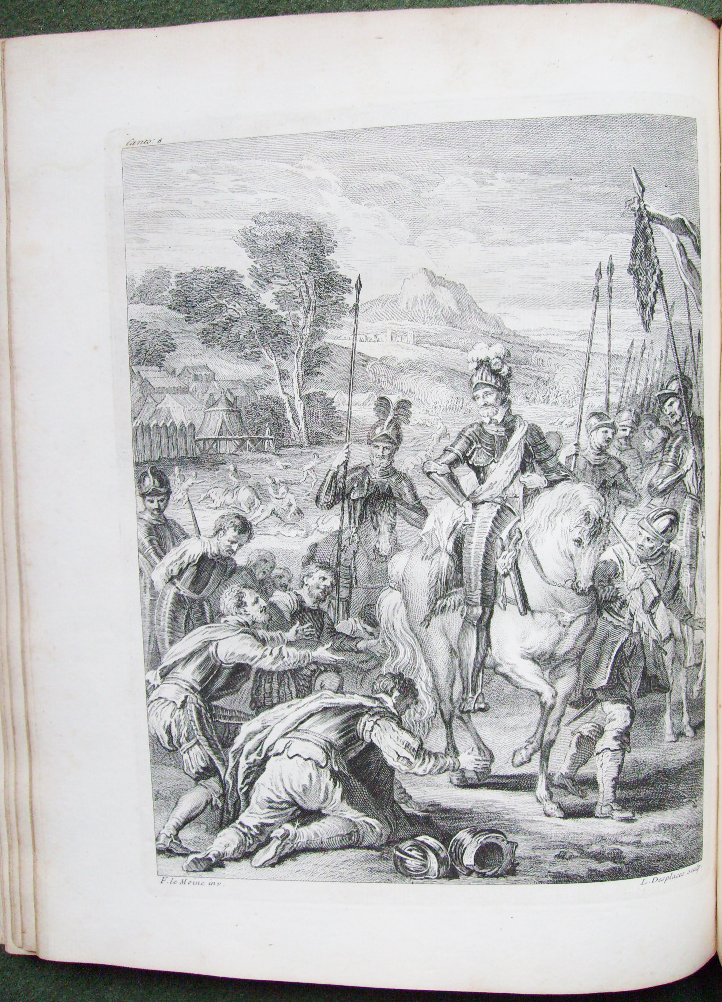
VIII
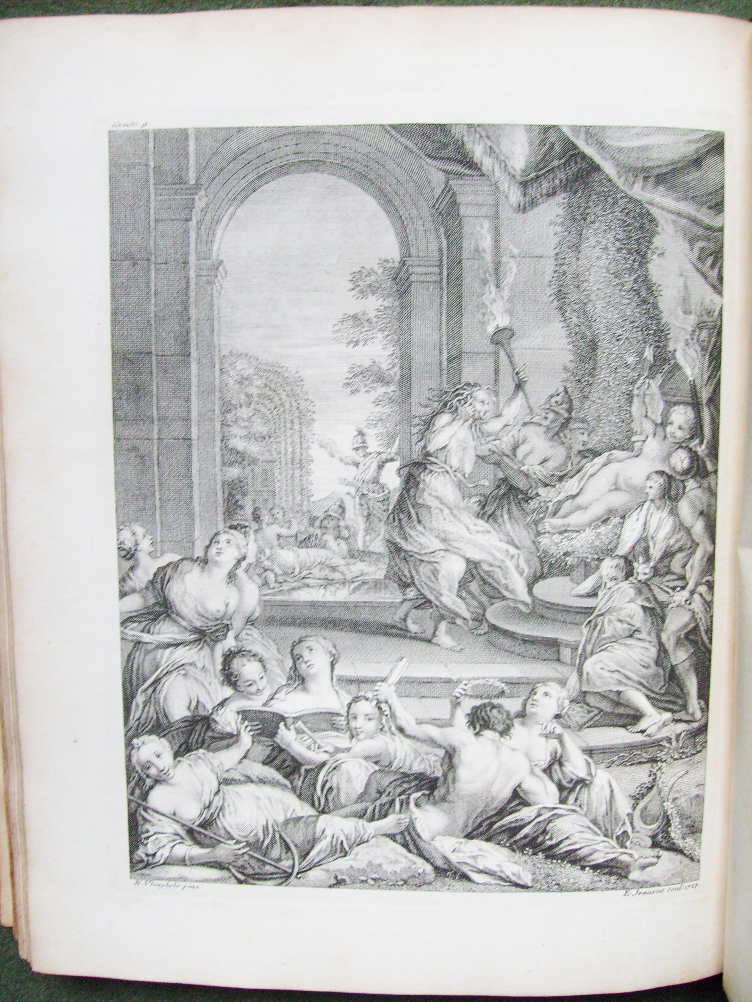
IX
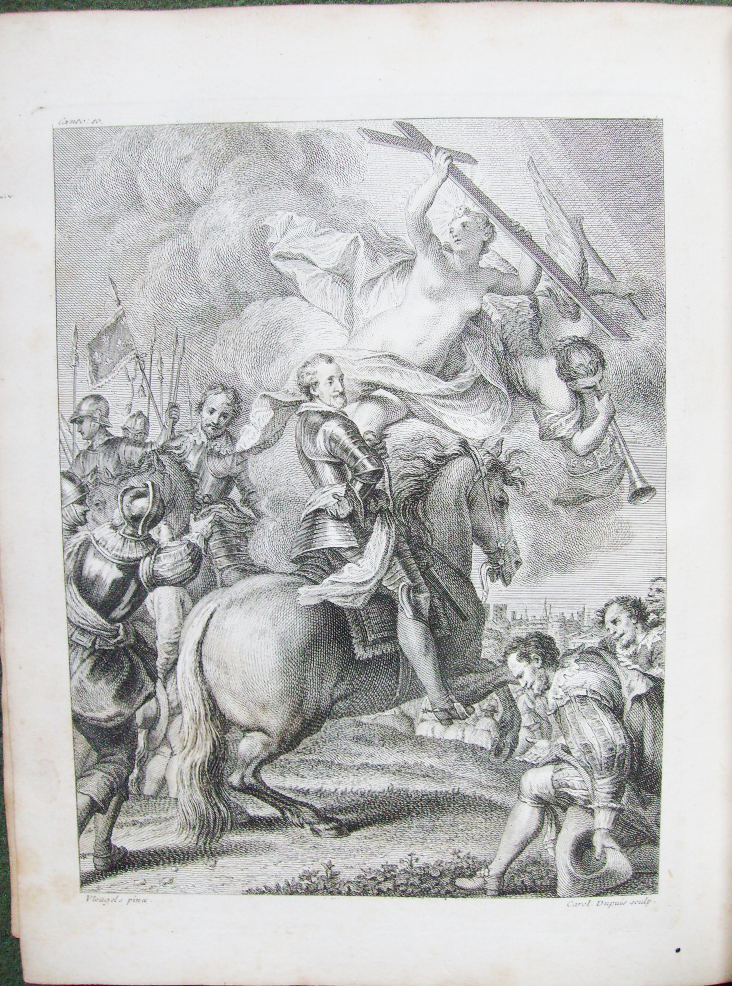
X